# Servières-le-Château

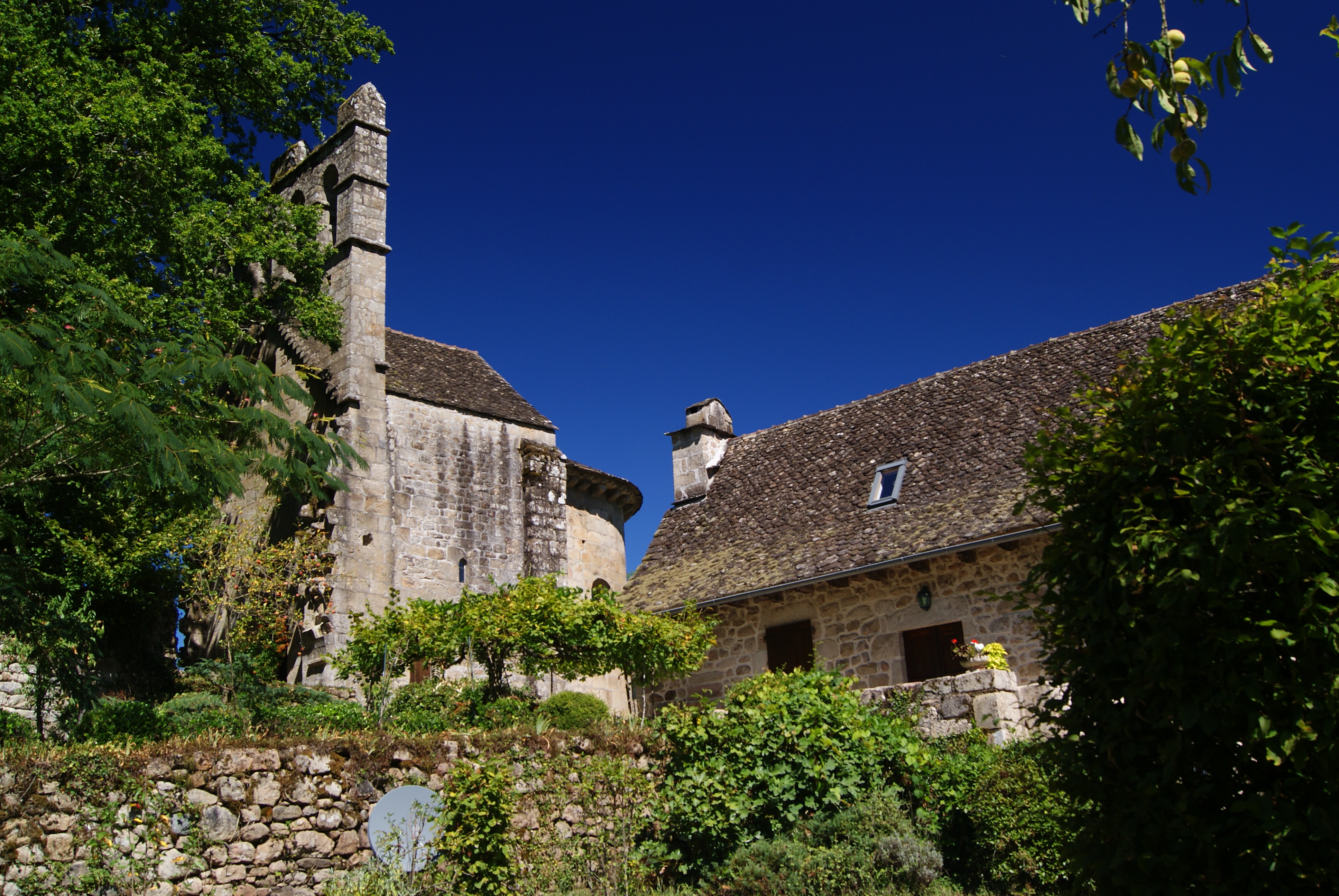
Kapel

Servières-le-Château is een gemeente in het Franse departement Corrèze (regio Nouvelle-Aquitaine) en telt 720 inwoners (1999). De plaats maakt deel uit van het arrondissement Tulle.

## Geografie
De oppervlakte van Servières-le-Château bedraagt 24,1 km², de bevolkingsdichtheid is 29,9 inwoners per km².
De onderstaande kaart toont de ligging van Servières-le-Château met de belangrijkste infrastructuur en aangrenzende gemeenten.

## Demografie
Onderstaande figuur toont het verloop van het inwonertal (bron: INSEE-tellingen).